# Jennifer Donnelly
Jennifer Donnelly (Port Chester, Nueva York; 16 de agosto de 1963) es una escritora estadounidense de literatura juvenil, conocida por la novela histórica A Northern Light.
A Northern Light fue publicado con el nombre de A Gathering Light en Reino Unido, donde ganó el Carnegie Medal a mejor libro infantil de 2003. Para el 70. aniversario de los premios, unos años más tarde, fue nombrada una de las diez obras ganadoras favoritas de todos los tiempos. De igual manera, fue nombrado uno de los 100 mejores libros juveniles de todos los tiempos por la revista Time en 2015.

## Biografía
Donnelly nació en Port Chester, Nueva York. Sus abuelos por parte de padre emigraron desde Dublín, Irlanda a Nueva York y se asentaron en la región de Adirondack, lugar donde su abuela trabajó en un hotel en Big Moose Lake, escenario de A Northern Light. La infancia de Donnelly estuvo entre las regiones de Rye y Port Leyden. 
Donnelly fue a la Universidad de Rochester, se especializó en Literatura Inglesa e Historia Europea y se graduó magna cum laude con distinción en Literatura Inglesa. También asistió al Birkbeck College, Universidad de Londres.

## Carrera
Donnelly regresó a Nueva York con 25 años y se mudó a Brooklyn. Su primer libro fue publicado por Atheneum en 2002: Humble Pie, un libro ilustrado con el veterano ilustrador Stephen Gammell. En ese mismo año publicó también su primera novela, producto de diez años de trabajo, The Tea Rose (Thomas Dunne, 2002) es el primer libro de una trilogía ambientada en el East End de Londres a finales del siglo XIX vinculado a la historia de Jack el Destripador. El segundo libro, The Winter Rose, continúa la historia siguiendo a la familia Finnegan y otros personajes relacionados desde Londres hasta África y la costa norte de California. La tercera parte de la serie, The Wild Rose, explora la historia de Willa y Seamie, sigue a los personajes desde el Londres al borde de la Primera Guerra Mundial hasta Arabia en 1918.
Su segunda novela, A Northern Light, es la más exitosa hasta el momento. Está basada en el infame asesinato de Grace Brown a manos de Chester Gillette en las Montañas de Adirondack en 1906 en la cual había basado Theodore Dreiser su novela Una Tragedia Americana y su adaptación cinematográfica A Place in the Sun en 1951.
En 2004, A Northern Light ganó el premio Carnegie Medal por el mejor libro juvenil publicado en Gran Bretaña - donde fue titulado A Gathering Light y puede haber sido su primera obra publicada en Reino Unido. En EE. UU. ganó el premio a mejor libro juvenil de Los Angeles Time Book y fue finalista al Premio Printz reconociendo el mejor libro juvenil del año de la Asociación de Bibliotecas de Estados Unidos. En 2015 la revista Time nombró A Northern Light como uno de los mejores libros juveniles de todos los tiempos. 
Su segunda novela juvenil, Revolution, es un cuento sobre dos chicas adolescentes - una en el Brooklyn actual y otra, en el Paris de la Revolución Francesa - cuyas historias se intercalan mientras luchan por darle sentido a las tragedias que se encuentran. El libro se publicó en octubre de 2010 por Delacorte Press, una editorial de Random House, con una primera tirada de 250 000 copias. El libro fue nominado al Carnegie Medal y obtuvo numerosos puestos en listas de "lo mejor" incluyendo la de Kirkus Reviews, School Library Journal, Amazon.com, BN.com y ALA-YALSA entre otras. La edición en audiolibro de Listening Library, narrada por Emily Janice Card y Emma Bering, fue finalista del premio anual Odyssey de la ALA. Donnelly estaba "cautivada y asombrada" por la interpretación de lo que considera "el libro más difícil que he escrito". 
En 2011, Donnelly, descontenta por la falta de una categoría de libros en los premios Teen Choice Awards de Fox-TV, comenzó el movimiento Just Add Books en Facebook, en el que se hacía un llamamiento a los lectores para que escribieran a Rupert Murdoch solicitando que se agregara una categoría de libros al programa. En 2012, los Teen Choice Awards la agregaron pero Fox nunca reconoció a Donnely o Just Add Books. 
De 2014 a 2016, Disney publicó la tetralogía de Donnely, Waterfire Saga (Deep Blue, Rogue Wave, Dark Tide y Sea Spell), que han ganado numerosos premios, incluido el Green Earth Award 2015 de Nature Generation. La canción "Open Your Eyes", publicada por Hollywood Records y cantada por Bea Miller, fue sacada del canto que cantaban las brujas del rio en Deep Blue. 
Donnelly volvió a trabajar con Disney en 2017, cuando publicó La bella y la bestia: Perdidos en un libro, la historia original que acompañará a la exitosa película La bella y la bestia. Lost in a Book amplía el cuento clásico explorando la creciente amistar entre Bella y Bestia, así como la terrible experiencia de Bella en las páginas de Nevermore, un libro mágico del que escapó por poco. Lost in a Book estuvo durante cuatro meses en la lista de mejores vendidos del New York Times y los derechos se han vendido a 11 países. 
Donnelly regresó a la ficción histórica con Fatal Throne, un libro sobre Enrique VIII y sus seis esposas que publicó Random House y Schwartz & Wade en mayo de 2018. Para este proyecto Donelly se unió a otros seis autores (Candance Flemin, MT Anderson, Stephanie Hemphill, Deborah Hopkinson, Linda Sue Park y Lisa Ann Sandell), cada uno de los cuales escribió la parte de Henry o una de sus esposas. Donnelly escribió Anne of Claves, la cuarta esposa de Enrique
En septiembre de 2017, Donnelly anunció un nuevo proyecto importante con Sholastic Publishing llamado Stepsister, que se publicaría en 2019. La historia comienza donde termina el cuento clásico de Cenicienta y sigue a su malvada hermanastra Isabelle. Los derechos cinematográficos de Stepsister están a cargo de William Morris Endeavor y se dice que están trabando en un acuerdo. 

## Vida privada
Donnelly vive actualmente en Hudson Valley en Nueva York junto a su esposo e hija. 

## Premios y nominaciones
Donnelly ganó el Carnegie Medal y Los Ángeles Times Book Prize por el libro de A Northern Light. Los dos, A Northern Light y Revolution, ganaron otros premios o fueron nominados (a menudo nombrados libros honoríficos en EE. UU.) y ambos estuvieron fueron incluidos en varias listas de libros anuales:
A Northern Light (2003)
- Charlotte Award, Asociación de Lectura Estatal de Nueva York
- Michael L. Printz Honor
- Asociación de Bibliotecas americana-YALSA Top Diez de Mejores Libros Juveniles
- ALA-Booklist Editors' Choice
- Booklist Top Diez Mejor Novela Juvenil
- Book Sense 76 Top Diez Libros para Adolescentes
- Junior Library Guild Selection
- Libro para adolescentes de la Biblioteca Publica de Nueva York
- Mejor Libro Juvenil para Parent's Guide Children's Media
- Mejor Libro del Año según Publishers Weekly
- Mejor libro del año según la School Library Journal
- Top 100 Mejores Libros Juveniles de Todos los Tiempos según la Revista Time

Revolution (2010)
- Libro del año para New Atlantic Independent Booksellers Association
- ALA Premio Odyssey por la Excelencia en la Producción de Audiolibros
- Libro Juvenil de Año según American Booksellers Association Indies Choice
- ALA-YALSA Top Diez Mejores Libros Juveniles
- ALA Amelia Bloomer book
- Amazon.com Mejor Libro del Año
- Mejor Libro del Año de la revista Kirkus
- Mejor Libro del Año según School Library Journal
- Bulletin Blue Ribbon Book
- Mejor del Mejor Libro según la Biblioteca Publica de Chicago
- Candidato a la Carnegie Medal

## Trabajos
En julio de 2012, la Biblioteca del Congreso de EE. UU. cataloga seis libros de Donnelly, un libro ilustrado de 32 páginas y cinco novelas que superan las 2500 páginas en total.
- Humble Pie (Atheneum Book, 2002), ilustrado por Stephen Gammell
- The Tea Rose (Thomas Dunne Books, 2002), una novela de 500 páginas
- A Northern Light (Harcourt, 2003)
- The Winter Rose (Hyperion Libros, 2008), secuela de The Tea Rose
- Revolution (Penguin Random House /Delacorte Press, 2010)
- The Wild Rose (Hyperion, 2011), completando la saga de The Tea Rose
- Deep Blue (Disney Publishing Worldwide, 2014), Waterfire Saga
- Rogue Wave (Disney Publishing Worldwide, 2015), Waterfire Saga
- Dark Tide (Disney Publishing Worldwide, 2015), Waterfire Saga
- These Shallow Graves (Penguin Random House/Delacorte Press, 2015)
- Sea Spell (Disney Publishing Worldwide, 2016) Waterfire Saga
- Lost in a Book (Disney Publishing Worldwide, 2017) La Bella y la Bestia
- Fatal Throne (Anna of Cleves Chapter) (Penguin Random House/Schwartz & Wade, 2018)
- Hermanastra (Scholastic, 2019)